# Гесар (Шазанд)
Гесар (перс. حصار) — село в Ірані, у дегестані Поль-е Доаб, у бахші Заліян, шагрестані Шазанд остану Марказі. За даними перепису 2006 року, його населення становило 2725 осіб, що проживали у складі 738 сімей.

## Клімат
Середня річна температура становить 11,65 °C, середня максимальна – 30,20 °C, а середня мінімальна – -9,23 °C. Середня річна кількість опадів – 291 мм.
| Клімат поселення                              | Клімат поселення | Клімат поселення | Клімат поселення | Клімат поселення | Клімат поселення | Клімат поселення | Клімат поселення | Клімат поселення | Клімат поселення | Клімат поселення | Клімат поселення | Клімат поселення | Клімат поселення |
| Показник                                      | Січ.             | Лют.             | Бер.             | Квіт.            | Трав.            | Черв.            | Лип.             | Серп.            | Вер.             | Жовт.            | Лист.            | Груд.            |                  |
| Середній максимум, °C                         | 6,56             | 8,31             | 12,10            | 18,08            | 23,19            | 28,26            | 30,20            | 30,07            | 25,32            | 19,30            | 12,66            | 7,28             |                  |
| Середня температура, °C                       | −1,34            | 0,42             | 4,22             | 10,20            | 15,30            | 20,37            | 24,51            | 24,36            | 19,63            | 13,59            | 6,95             | 1,58             |                  |
| Середній мінімум, °C                          | −9,23            | −7,48            | −3,67            | 2,31             | 7,42             | 12,48            | 18,80            | 18,66            | 13,92            | 7,90             | 1,25             | −4,14            |                  |
| Норма опадів, мм                              | 44               | 39               | 52               | 38               | 32               | 6                | 1                | 1                | 0                | 8                | 28               | 42               |                  |
| Середньомісячна швидкість вітру, м/с          | 2.06             | 2.56             | 3.03             | 3.12             | 2.89             | 2.46             | 2.60             | 2.58             | 2.31             | 2.16             | 1.72             | 1.84             |                  |
| Середньомісячна сонячна радіація, кДж/м²·день | 9091             | 12315            | 14859            | 18198            | 22192            | 26946            | 25742            | 24047            | 21270            | 15702            | 10889            | 8825             |                  |
| --------------------------------------------- | ---------------- | ---------------- | ---------------- | ---------------- | ---------------- | ---------------- | ---------------- | ---------------- | ---------------- | ---------------- | ---------------- | ---------------- | ---------------- |
| Джерело:                                      |                  |                  |                  |                  |                  |                  |                  |                  |                  |                  |                  |                  |                  |